# Ratemia asiatica
Ratemia asiatica är en insektsart som beskrevs av Chin 1981. Ratemia asiatica ingår i släktet Ratemia och familjen Ratemiidae. Inga underarter finns listade i Catalogue of Life.